# Nigahiga
Nigahiga är en Youtubekanal vars upphovsmän är komikerna Ryan Higa, Sean Fujiyoshi, och flera. Nigahigas kanal hade cirka 20 miljoner prenumeranter i april 2017, och låg då på plats 22 bland Youtube-kanaler med flest följare (exkluderande Youtubes autogenererade kanaler). Personerna bakom Nigahiga har även gjort en film som heter Ryan and Sean's Not So Excellent Adventure. 
Deras mest kända videor är deras How To Be-videor. Dessa videor är How To Be Ninja, How To Be Gangster, How To Be Emo, How To Be Nerd, How To Be UFC Fighter, How to be Edgy, och How to be at the Premiere. How To Be UFC Fighter har dock tagits bort av upphovsrättsskäl. 
24 november 2010 lade Ryan, tillsammans med Wong Fu Productions, ut en 35 minuter lång film som hette Agents of Secret Stuff.